# 꿀벌 마야

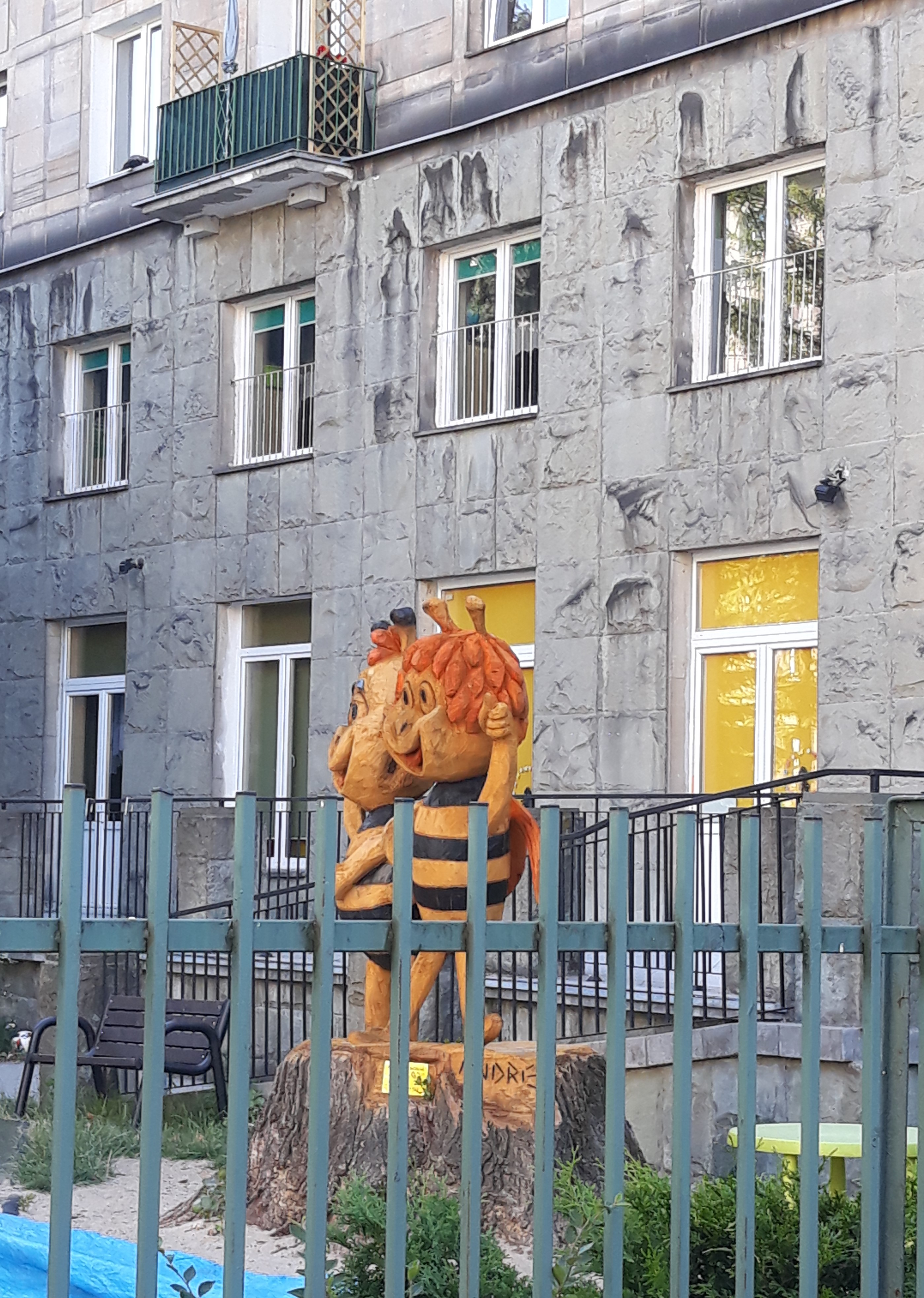

《꿀벌 마야》(독일어: Die Biene Maja)는 1912년 발데마르 본젤스가 발표한 동화이다.

## 줄거리
세상에 대한 호기심이 많은 꿀벌인 마야는 어느 날 꿀을 따기 위해 언니 꿀벌들과 함께 바깥 세상을 구경하게 된다. 꿀벌 마야는 이곳 저곳을 여행하면서 새로운 친구들을 만났는데 호수에서는 잠자리(슈누크), 들판에서는 풍뎅이(쿠르트)를 만나게 된다.
그러던 도중에 마야는 꿀벌의 천적인 말벌에게 잡히고 만다. 말벌들이 꿀벌 마을을 습격할 것이라고 판단한 마야는 말벌이 살던 곳을 탈출했고 집으로 귀환하게 된다.
마야는 여왕꿀벌에게 이 사실을 알렸고 꿀벌들은 말벌들을 물리치게 된다. 이를 계기로 마야는 여왕꿀벌로부터 여왕꿀벌의 보좌관으로 임명되었고 꿀벌 마을을 위해 일하게 된다.